# Tiora minor
Tiora minor är en fjärilsart som beskrevs av Ruggero Verity 1946. Tiora minor ingår i släktet Tiora och familjen juvelvingar. Inga underarter finns listade i Catalogue of Life.